# Victor Moritz Goldschmidt
Victor Moritz Goldschmidt (27 de enero de 1888 en Zúrich — 20 de marzo de 1947 en Oslo) fue un químico de ascendencia judía considerado (junto con Vladimir Vernadsky) fundador de la moderna geoquímica y de la química de cristales. Desarrolló la clasificación de Goldschmidt de los elementos.

## Primeros años
Goldschmidt nació en Zúrich, Suiza, en el seno de una familia judía, fue educado con rabinos, jueces, abogados y oficiales militares. Sus padres, Heinrich J. Goldschmidt y Amelie Koehne, le pusieron el mismo nombre que un colega de Heinrich, Victor Meyer. En ambas familias había una gran tradición de científicos y filósofos eminentes. La familia Goldschmidt se trasladó a Noruega en 1901 cuando Heinrich Goldschmidt empezó a ejercer como profesor de química de Kristiania (actual Oslo).
La primera contribución importante de Goldschmidt fue en el campo de la geología y mineralogía. Sus dos primeras grandes obras fueron su tesis doctoral Die Kontaktmetamorphose im Kristianiagebiet y Geologisch-petrographische Studien im Hochgebirge des südlichen Norwegens.

## Nuevas teorías
La serie de publicaciones titulada Geochemische Verteilungsgesetze der Elemente está considerada como el cimiento de la geoquímica, la ciencia que describe la distribución de los elementos químicos en la naturaleza. La geoquímica no sólo está fuertemente inspirada en los campos de la geología y la mineralogía, también lo está en los de la química teórica y la cristalografía. El trabajo de Goldschmidt sobre los radios atómicos e iónicos se considera muy importante para el desarrollo de la cristalografía. Su trabajo en esta área inspiró sin duda la introducción del concepto de enlace covalente de Pauling y en el concepto del radio de van der Waals.
Goldschmidt se interesó en gran medida por las aplicaciones técnicas de la ciencia; fue el primero en emplear el olivino para la industria. Durante muchos años fue el presidente del Comité noruego de materiales (Statens Råstoffkomité).

## Logros
Goldschmidt es uno de los noruegos que más rápidamente ha desarrollado su carrera académica. Antes incluso de graduarse obtuvo un puesto como estudiante de postgrado en la universidad, a los 21 años (1909). Se doctoró a los 23 años (1911), título que en Noruega se obtenía a la edad de 30, 40 o más años.[cita requerida] En 1912 Goldschmidt ganó el premio científico más importante de los que se otorgan en Noruega, el premio Fridtjof Nansen, por su trabajo Die Kontaktmetamorphose im Kristiania gebiet. Ese mismo año fue ascendido a profesor asistente de mineralogía y petrografía de la Universidad de Oslo (en aquel tiempo llamada “Det Kongelige Frederiks Universitet”).
En 1914 pidió el puesto de profesor de Estocolmo. El comité de selección le eligió unánimemente como presidente. Sin embargo, antes de que el rey de Suecia diera su aprobación final, la Universidad de Kristiania le consiguió un puesto similar. Su nombramiento en Kristiania fue bastante inusual; normalmente le habría hecho falta al menos dos años para obtener un nuevo puesto en la Universidad de Noruega y al menos otros dos para ser nombrado profesor. En el caso de Goldschmidt parece que la tradición no se tuvo en cuenta. En 1929 Goldschmidt obtuvo una plaza como profesor de mineralogía en Gotinga, pero volvió a Oslo en 1935.

## Vida posterior
Durante la ocupación alemana Goldschmidt fue arrestado por ser de extracción judía. Sin embargo fue liberado por iniciativa de sus colegas y la Resistencia Noruega poco antes de que fuera deportado a un campo de concentración alemán. Tras esto Goldschmidt huyó a Suecia y de allí a Inglaterra.
Tras la guerra volvió a Oslo, donde murió a los 59 años de edad.
Una de sus obras, Geochemistry, fue editada y publicada póstumamente en Inglaterra, en 1954.